# Décimo Doutor
O Décimo Doutor (em inglês Tenth Doctor) é uma encarnação do Doutor, o protagonista da série britânica de ficção científica Doctor Who. Ele é interpretado por David Tennant, que aparece em três temporadas, bem como em oito especiais. Tal como acontece com encarnações anteriores do Doutor, o personagem também apareceu em outras multimídias de Doctor Who. Tennant é o segundo de três atores escoceses a desempenhar o papel, sendo o primeiro Sylvester McCoy, que interpretou o Sétimo Doutor entre 1987 e 1989, e para um breve renascimento em 1996 e o ator Peter Capaldi a partir de 2013.
Na narrativa da série, o Doutor é um alienígena secular da raça dos Senhores do Tempo do planeta Gallifrey que viaja no tempo em sua TARDIS, muitas vezes com companheiros. Quando o Doutor está gravemente ferido, ele pode regenerar seu corpo, e ao fazê-lo, muda sua aparência física e personalidade. Os companheiros desta encarnação incluem Rose Tyler (Billie Piper) (com quem se encontrou pela primeira vez em sua encarnação anterior), a estudante de medicina Martha Jones (Freema Agyeman) e Donna Noble (Catherine Tate). Ele eventualmente se juntou a todos no final da 4ª temporada, no episódio "Journey's End", depois que ele tentou viajar sozinho durante os especiais de 2008 a 2010.

## Personalidade
O Décimo Doutor geralmente exibe uma forma alegre, falante, bem humorada, insolente e irreverente, mas nutri profunda raiva, arrependimento e vulnerabilidade abaixo de seu exterior mais eloquente. Em "School Reunion", ele reconhece que ele é menos misericordioso do que ele costumava ser, e aderiu ao seu código "um aviso", sempre dando compaixão, mas punindo seus inimigos se eles persistirem em suas hostilidades. Ele se irrita rápido ao perceber injustiça. Quando a primeira-ministra Harriet Jones destrói a nave Sycorax contra a sua vontade, ele arruína sua carreira política como castigo. Em "The Waters of Mars", ele vai tão longe a ponto de declarar-se acima das leis do tempo, embora haja conseqüências catastróficas, como resultado.
Em seus momentos mais sensatos, porém, o Doutor sente profundo pesar pelas muitas mortes das quais ele tinha visto. (O Momento mesmo o descreve como "o homem que lamenta" em "The Day of the Doctor".) Em "Journey's End", ele tem um flashback daqueles que morreram por ele incluindo Astrid Peth, Jenny, Luke Rattigan, Lynda Moss, ea anfitriã de "Midnight". Ele sempre mostra misericórdia até para seus inimigos mais irremediáveis, oferecendo Davros a chance de escapar da destruição da nave-mãe Dalek e insistindo em dar a um General Sontaran a oportunidade de escapar com vida, embora ele sabe que um Sontaran nunca iria recuar. A declaração do Décimo Doutor que ele "sente muito" pelo que ele deve fazer torna um bordão ao longo da série. Em "The Doctor's Daughter", ele explica para a sua filha Jenny como "matar... infecta [você] e uma vez que o faz que você nunca vai se livrar dela."
Mais do que qualquer encarnação anterior, o Décimo Doutor serve como um galã romântico. Seu relacionamento com Rose se transforma em um amor mútuo evidente mas não reconhecido, e ele tem várias notoriedades, vários romances com figuras históricas como Madame de Pompadour e Rainha Elizabeth I (o último no qual, na verdade, ele se casa, ainda que um pouco sem intenção). Em "School Reunion", Sarah Jane Smith praticamente confessa que tinha sido apaixonada por ele. Martha Jones foge com o Doutor na 3ª Temporada, em grande parte por causa de uma atração óbvia por ele, mas seus sentimentos permanecem não correspondidos devido à sua preocupação persistente com Rose.
Por outro lado, ele expressamente destaca Donna como uma nova companheira de viagem justamente porque não têm nenhuma química romântica, embora depois ele é forçado a deixar Donna na Terra com sua memória apagada de todas as suas aventuras, mais tarde ele reconhece a queda emocional desta tragédia como sendo mágoa. Quando ele é envenenado em "O Unicórn and the Wasp" e pede Donna para lhe dar um choque de algum tipo, beijar ele se prova ser tão fora do personagem para ela que é suficiente para desencadear o processo de desintoxicação.
A solidão é demônio pessoal mais persistente do Décimo Doutor: Seu relacionamento com suas diversas companheiras é sempre de curta duração e muitas vezes acaba em tragédia. A culpa de sobrevivente de sua encarnação anterior agora assume a forma de isolamento extremo e uma sensação de melancolia por ser o último de sua espécie. Até mesmo a aparente morte de seu arqui-inimigo O Mestre causa-lhe tristeza, e de fato o Mestre decide morrer em vez de salvar sua própria vida se regenerando simplesmente para ferir o Doutor. Em "School Reunion", ele diz que a longa vida dos Senhores do Tempo é uma maldição, porque enquanto seus companheiros humanos algum dia o deixam e, eventualmente morrem, ele continua a viver. Enquanto eles podem passar o resto de suas vidas com ele, ele é incapaz de fazer isso de volta. Em "The End of Time", ele finalmente acaba se regenerando sozinho na TARDIS, apesar de visitar a todos os seus companheiros passados, enquanto ele tenta adiar a inevitável regeneração pelo maior tempo possível.
O Décimo Doutor tem uma tendência a balbuciar, misturando um absurdo aparente com informações vitais, às vezes agindo de forma irregular para deixar seus inimigos desprevenidos. Em "The Christmas Invasion" e "dente e garra", ele se surpreende com sua própria grosseria não intencional ao fazer comentários depreciativos, e Jack Harkness, depois de se reunir com o Doutor, observa que sua "nova regeneração (é) um bocado insolente". ele tem uma tendência a usar termos tecnológicos para descrever conceitos científicos antes substituindo-los com por uma explicação análoga mais simples, como a sua descrição de física temporal não-linear como "uma grande bola de coisas wibbly wobbly, timey wimey". ele muda de humor muitas vezes, de raiva obsessiva para indiferença, e usa isso como uma forma de psicologia reversa.
Tanto Tennant e como o seu personagem expessam uma especial afeição pelo Quinto Doutor o personagem de Peter Davison e que imitou muito o estilo de Davison. A dupla co-estrelou o especial Children in Need em 2007 , "Time Crash", onde suas respectivas encarnações refletem sobre as semelhanças de suas personalidades e aventuras. O Décimo admite para o Quinto que ele era a encarnação passada favorita do Décimo.

## Informações gerais
O produtor executivo Russell T Davies reviveu Doctor Who, após uma ausência de 16 anos com a estreia bem-sucedida de "Rose", em 2005. Após o anúncio de uma segunda temporada a ser encomendada pelo correspondente da BBC, veio à tona a história que Christopher Eccleston, que viveu o Nono Doutor, não voltaria para a segunda série. Em 16 de abril de 2005, a BBC anunciou que David Tennant havia sido escolhido para o papel do Décimo Doutor. Sua primeira aparição na série foi durante 20 segundos após a regeneração do Nono Doutor no final de "The Parting of the Ways". Seu primeiro episódio completo como o Doutor, salvo uma aparição em um "mini-episódio" durante o show Children in Need de 2005, foi no especial de natal "The Christmas Invasion". Em seguida, ele apareceu na série de 2006, o segundo especial de Natal, na série 2007, no terceiro especial de Natal, e na série 2008. Ao invés de uma exibição tradicional, a série de 2009 apresenta uma série de cinco especiais e uma série de curtas de animação, todos estrelando Tennant como o Décimo Doutor, ele também co-estrelou em uma série de dois episódios de The Sarah Jane Adventures – spin-off de Doctor Who – naquele ano. Tennant também aparece em duas séries de animação, The Infinite Quest é contada com a terceira série, e Dreamland é contado entre os especiais entre 2008 e 2010. A "era do Décimo Doutor", neste artigo, refere-se ao período de Doctor Who em que David Tennant realizou o papel do Doutor. É basicamente o mesmo que a era "Russell T Davies" de Doctor Who , mas exclui as histórias de Christopher Eccleston e coloca mais ênfase em eventos dentro do show em oposição àqueles.

## Recepção
O Décimo Doutor tem sido muito popular entre os fãs de Doctor Who. Em 2006, os leitores de Doctor Who Magazine votaram em Tennant como "O Melhor Doutor" e recebeu aclamação da crítica sobre o eterno favorito Tom Baker. Ele também ganhou o National Television Awards de Ator Mais Popular em 2006 e 2007, e o prêmio de Desempenho Dramático em 2008 e 2010. O IGN classificou o Décimo Doutor como melhor Doutor em 2011.